# Euribor

Euribor 1 semaine (vert), 3 mois (bleu), 12 mois (rouge)

L'Euribor désigne un groupe de taux d'intérêt de la devise euro largement utilisé en Europe. Ils sont, avec l'€STR, les principaux taux de référence du marché monétaire de la zone euro. Le nom Euribor est formé à partir de la contraction des mots anglais Euro Interbank Offered Rate, soit en français : taux interbancaire offert en euro (Tibeur). Par ailleurs, cette désignation a été retenue en raison de la similitude de sa désinence -bor avec l'apocope du verbe to borrow, emprunter. Il fait partie des nombreux taux IBOR.
L’Euribor sur trois mois sert de base au deuxième plus grand marché de taux d'intérêt de la zone euro (où se traitent des maturités pouvant aller jusqu’à 50 ans), le marché des swaps.
Euribor est parfois traduit en français, par exemple dans certains contrats de prêts à taux indexés, par Tibeur.

## Caractéristiques techniques

### Définition
L'Euribor était publié par la Fédération bancaire de l'Union européenne (FBE) depuis sa création le 30 décembre 1998 jusqu'en 2015, avant que cette publication journalière soit prise en charge par l'European Money Markets Institute (EMMI).
L'Euribor est publié, pour une échéance donnée, pour un fixing calculé chaque jour ouvré à 11 heures, heure française, à partir d'un taux moyen auquel un échantillon de cinquante-sept grandes banques établies en Europe, qui prêtent en blanc (c'est-à-dire sans que le prêt soit gagé par des titres) à d'autres grandes banques pour une période de trois mois.
Par exemple, pour une échéance de trois mois (officiellement noté EUR3M), chaque grandes banques d'Europe annonce un taux moyen pour le prix de l'euro avant 11 heures à l'EMMI, (anciennement la FBE). Le cours de l'Euribor est ainsi fixé pour l'échéance EUR3M.

### Échéances
Les échéances publiées sont :
- 1 semaine,
- 2 semaines,
- 3 semaines,
- 1 mois,
- 2 mois,
- 3 mois,
- et ainsi de suite jusqu'à 12 mois.

Certaines échéances ont plus d'importance que d'autres. Chaque banque décide de l'échéance officielle pour ses calculs de taux de référence interne.

### Modalités de calcul
Les taux sont pour un départ comptant (spot), c'est-à-dire deux jours ouvrés après la date de calcul, établis avec un décompte des jours exact et sur une base annuelle de trois cent soixante jours.
La liste des banques constituant l'échantillon est connue à l'avance, et est plutôt stable dans le temps. Les taux relevés les plus extrêmes sont écartés du calcul, afin de protéger l'indice d'éventuelles erreurs ou d'une crise de liquidité qui affecterait telle ou telle banque de l'échantillon.
Rappelons que le taux euribor coté est un taux linéaire, c'est-à-dire que la valeur de 1 € aujourd'hui est de (1+R*T) à échéance T.

## Panel de banques
Le panel de banques contribuant à Euribor était composé de 44 banques le 1er septembre 2012, et est composé de 18 banques au 1er septembre 2019:
- Les banques des pays de l'UE participant à l'euro dès le début.
- Les banques des pays de l'UE ne participant pas à l'euro dès le départ.
- Grandes banques internationales de pays tiers mais ayant d'importantes opérations dans la zone euro.

### Banques contribuant à l'Euribor
| Liste des banques contribuant à l'Euribor | Liste des banques contribuant à l'Euribor | Liste des banques contribuant à l'Euribor |
| Pays                                      | Nom                                       |                                           |
| ----------------------------------------- | ----------------------------------------- | ----------------------------------------- |
| Belgique                                  | Belfius                                   |                                           |
| France                                    | BNP Paribas                               |                                           |
| France                                    | HSBC France                               |                                           |
| France                                    | Natixis                                   |                                           |
| France                                    | Crédit agricole                           |                                           |
| France                                    | Société générale                          |                                           |
| Allemagne                                 | Deutsche Bank                             |                                           |
| Allemagne                                 | DZ Bank                                   |                                           |
| Italie                                    | Intesa Sanpaolo                           |                                           |
| Italie                                    | UniCredit                                 |                                           |
| Luxembourg                                | Banque et Caisse d'Épargne de l'État      |                                           |
| Pays-Bas                                  | ING Bank                                  |                                           |
| Portugal                                  | Caixa Geral De Depósitos                  |                                           |
| Espagne                                   | Banco Bilbao Vizcaya Argentaria           |                                           |
| Espagne                                   | Banco Santander                           |                                           |
| Espagne                                   | Cecabank (es)                             |                                           |
| Espagne                                   | CaixaBank                                 |                                           |
| Royaume-Uni                               | Barclays                                  |                                           |

### Anciennes banques
| Liste des banques ayant contribué à l'Euribor | Liste des banques ayant contribué à l'Euribor | Liste des banques ayant contribué à l'Euribor |
| Pays                                          | Nom                                           | Date de sortie                                |
| --------------------------------------------- | --------------------------------------------- | --------------------------------------------- |
| Allemagne                                     | Landesbank Berlin Holding (en)                | 1 mai 2013                                    |
| Allemagne                                     | Landesbank Baden-Württemberg                  | 1 juin 2013                                   |
| Allemagne                                     | Norddeutsche Landesbank                       | 29 juin 2013                                  |
| Allemagne                                     | Commerzbank                                   | 1 octobre 2014                                |
| Allemagne                                     | Deka Bank (en)                                | 30 novembre 2012                              |
| Allemagne                                     | Helaba - erische Landesbank Girozentrale      | 1 janvier 2013                                |
| Autriche                                      | Erste Group                                   | 11 octobre 2013                               |
| Autriche                                      | Raiffeisen Bank                               | Avant septembre 2014                          |
| Belgique                                      | KBC Bank                                      | 1 avril 2014                                  |
| Danemark                                      | Danske Bank                                   | 14 mai 2015                                   |
| États-Unis                                    | Citibank                                      | 21 septembre 2012                             |
| États-Unis                                    | JPMorgan Chase                                | 16 septembre 2016                             |
| Finlande                                      | Pohjola Bank - Groupe financier OP            | 13 mai 2016                                   |
| Finlande                                      | Nordea                                        | 18 décembre 2015                              |
| France                                        | Banque postale                                | 11 avril 2014                                 |
| France                                        | Crédit industriel et commercial               | 31 mars 2014                                  |
| Grèce                                         | National Bank of Greece                       | 28 mai 2019                                   |
| Italie                                        | Monte dei Paschi di Siena                     | 7 janvier 2019                                |
| Italie                                        | UBI Banca                                     | 10 mars 2014                                  |
| Irlande                                       | Bank of Ireland                               | 14 février 2014                               |
| Irlande                                       | Allied Irish Banks                            | 29 juin 2013                                  |
| Japon                                         | The Bank of Tokyo-Mitsubishi UFJ              | 1 juillet 2016                                |
| Luxembourg                                    | UBS Luxembourg                                | 28 mars 2013                                  |
| Pays-Bas                                      | Rabobank                                      | 3 janvier 2013                                |
| Royaume-Uni                                   | J.P. Morgan International London              | 16 septembre 2016                             |
| Suède                                         | Handelsbanken                                 | 20 mars 2013                                  |

## Utilisation et courbe Euribor
Les Euribor les plus utilisés sont ceux compris entre 1 et 6 mois, qui servent de base et de référence principale :
- au marché des contrats à terme Euribor du LIFFE, véritable marché directeur des taux d'intérêt à court terme de la zone euro, dont le volume moyen était en 2004 de 840 milliards d'euros négociés chaque jour. Il s'agit d'échéances d'Euribor 3 mois allant jusqu'à 5 ans ;
- au marché des swaps, deuxième marché directeur des taux d'intérêt à long terme, derrière le marché des emprunts d'État ;
- aux prêts à taux variable offerts aux particuliers et aux entreprises (dans lesquels le taux d'intérêt est exprimé comme la somme de l'Euribor choisi (par exemple, l'Euribor 3 mois) et de la marge du prêteur).

Par ailleurs l'expérience montre que les données fournies par les banques participantes pour les échéances supérieures à six mois peuvent être approximatives et s'écarter de quelques points de base de ce que donne un calcul précis basé sur les contrats à terme.
La courbe constituée par les premiers Euribors, associée aux prix des contrats à terme Euribor du LIFFE et à des taux de swap contre Euribor est utilisée pour reconstituer la courbe zéro-coupon, qui permet d'évaluer le loyer de l'argent interbancaire pour une durée de prêt ou d'emprunt donnée.
La méthode de reconstitution des taux zéro-coupon à partir d'une courbe de taux dits de marché (c'est-à-dire négociés directement sur les marchés financiers) a été surnommée, à une époque où les marchés ne traitaient que quelques maturités, le bootstrapping, par référence à la légende allemande du baron de Münchhausen, qui est censé avoir réussi, rien qu'en tirant sur ses bottes, à se sortir par la voie aérienne d'un marécage où il était embourbé.

## Publication et données historiques
Les taux de référence Euribor sont publiés sur Thomson Reuters.
L'Euribor a été publié pour la première fois le 30 décembre 1998 pour valeur le 4 janvier 1999.
Il a succédé aux indices nationaux qui existaient avant l'union monétaire de 1999 : PIBOR à Paris, FIBOR à Francfort, etc.

## Manipulation de l'Euribor
Les rapports des régulateurs révèlent que, dans la lignée du Libor, les taux de l'Euribor ont été manipulés selon les intérêts de certaines banques à la hausse comme à la baisse pour générer plus de profits, au cours de la période 2005-2009,.
La Commission européenne a mené des opérations de visites et saisies (équivalent à des perquisitions) en octobre 2011 et ouvert une procédure à l'encontre de différentes banques en février en 2013. Cette procédure (affaire AT.39914) s'est terminée en 2016, après que Bruxelles a infligé 1,31 milliard d'euros d'amende à sept banques pour entente de manipulation de taux d'intérêts en euros (EURIBOR).
Le 4 décembre 2013, la Commission européenne a transigé avec quatre banques visées par la procédure pour un montant global de 823 millions d'euros. Il s'agit de : Deutsche Bank (465 millions), Société Générale (227 millions), RBS (131 millions) et Barclays (690 millions d'euros) cette dernière ayant été dispensée d'amende pour avoir révélé l'existence de l'entente (procédure de clémence).
Le 7 décembre 2016 la Commission européenne a infligé pour 485 millions d’euros d'amende à trois banques n'ayant pas participé à la transaction de 2013 : Crédit agricole (114 millions), HSBC (33 millions) et JPMorgan Chase (337 millions) pour avoir participé à une entente de manipulation de taux d’intérêts en euro,. HSBC a déposé un recours devant le Tribunal de l'Union européenne contre cette décision. Le 24 Septembre 2019, le Tribunal de l'Union européenne a rejeté le recours mais a néanmoins annulé une partie de l'amende du fait d'erreurs faites par la Commission européenne dans le calcul et la détermination de celle-ci. HSBC a interjeté appel, ainsi que la Commission, devant la Cour de Justice de l'Union européenne (affaire C-883/19 P).

## Autres taux de référence
Il ne faut pas confondre l'Euribor avec l'€STR (Euro Short-term Rate), publié par la Banque centrale européenne sur la base des déclarations exhaustives de toutes les banques de la zone euro. L'€STR, comme son prédécesseur l'Eonia, est une mesure du taux au jour le jour (TJJ), le taux interbancaire appliqué d'un jour sur le lendemain.
Sur les marchés non européens, en particulier celui du dollar américain le taux de référence est souvent le Libor — London Interbank Offered Rate — publié par la British Bankers' Association. Celle-ci publie un Libor Euro, très proche de l'Euribor, mais il est peu utilisé.